# ۱پی-ال‌اس‌دی
۱پی-ال‌اس‌دی (به انگلیسی: 1P-LSD) یا ۱ پروپینول لایسرجیک اسید یکی از آنالوگ‌های روان‌گردان ال‌اس‌دی است؛ که در مولکول خود یک گروه پروپینول بیشتر نسبت به ال‌اس‌دی دارد. این ماده تأثیراتی بسیار شبیه به ال‌اس‌دی ایجاد می‌کند. از آنجایی که این ماده یک ماده تازه کشف شده‌است در بسیاری از کشورها خرید آن منع قانونی ندارد. فروش این ماده به صورت آنلاین از سال ۲۰۱۴ شروع شد.

## تأثیرات
تأثیرات این ماده به صورت دقیق مشخص نیست اما گفته می‌شود که شبیه و قابل مقایسه با ال‌اس‌دی است.